# Titonos

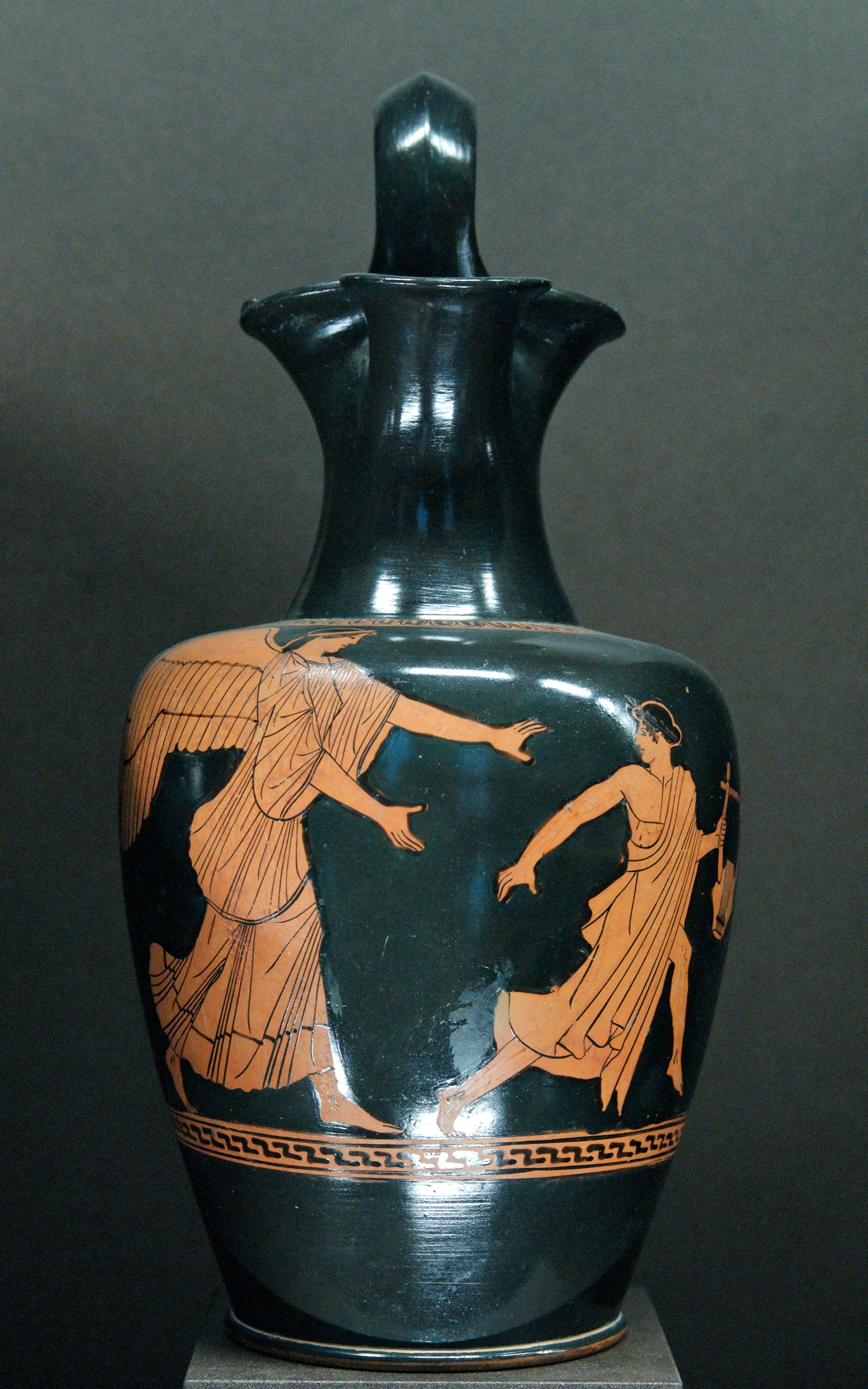
l'Eos encalça en Titó per a raptar-lo. Pintor de l'Aquil·les: enòcoe àtica amb personatges eritromorfs, 470–460 a. Cr. Museu del Louvre

Titonos, o millor, Titó (grec antic: Τιθωνός -οῦ; llatí: Tīthōnus –ī), segons la mitologia grega, fou un heroi grec fill de Laomedont, rei de Troia, i de la nimfa Estrímon (Στρυμώ -οῦς / Strymo -ōnis). La deessa Eos, enamorada, el va raptar. Durant molt de temps varen viure feliços al palau de la Deessa; quan l'Eos va veure que Titó anava envellint, moguda per l'amor que li tenia, va demanar a Zeus que li concedís la immortalitat per tenir-lo sempre al costat seu, petició que fou atesa, però Eos no se'n recordà de demanar també per a ell la joventut eterna, i així Titó va anar envellint com si fos un mortal, sense poder morir, de manera que al final, l'havien de guardar en un bressol. Quan ja estava completament xaruc i decrèpit, Eos va demanar a Zeus que li llevés la immortalitat. Com que Zeus no podia fer-ho, Eos, compadint-se'n, el transformà en xigala. De les seues relacions amb la deessa varen néixer Mèmnon i Emació.